# Moviment Democràtic Assiri
El Moviment Democràtic Assiri (MDA o ADM, conegut generalment com a Zowaa, "el Moviment", en arameu Zowaa Demoqrataya Aturayais, és un partit polític assiri de l'Iraq. Té representació al Parlament Iraquià. A les dues eleccions del 2005 va aconseguir un diputat i a les del 2010 en va aconseguir tres sempre sota la llista Nacional Rafidain.
El partit es va fundar el 12 d'abril de 1979 en resposta a l'opressió del partit Baas sobre els assiris als que havia expulsat (junt amb els turcs) de les seves terres que foren donades a àrabs, i se'ls va comminar a declarar-se ètnics àrabs. El 1982 va passar a la lluita armada sota la direcció de Yunadam Kanna. El 1991 va participar en l'organització de l'autonomia kurda i a les eleccions del 1992 al Parlament del Kurdistan va aconseguir 6.543 vots (54% dels vots cristians que votaven separadament per cinc escons reservats) i va obtenir quatre escons. Kanna fou ministre d'obres públiques al govern regional.
Mercès al suport del lobby assiri a americà i del congressista d'origen assiri Henry Hyde (per Illinois) el president Bush va reconèixer al grup oficialment com a part de l'oposició iraquiana i el 9 de desembre de 2002 va començar a enviar ajut financer al Zowaa i altres grups. El setembre del 2002 Kanna havia participat en una reunió de líders opositors a Nova York, i després al desembre a la reunió d'opositors a Londres.
Després de la conquesta de Bagdad pels americans, Kanna fou ministre al Consell de Govern Iraquià fins a les eleccions del gener del 2005. Va participar en totes les eleccions:
- A les regionals del Kurdistan del gener del 2005 a la llista de l'Aliança Democràtica Patriòtica del Kurdistan dins la qual va obtenir dos escons
- A les constituents de l'Iraq del gener del 2005 separadament en la Llista Nacional Rafidain, amb 36.255 vots (0,43%) i 1 diputat (Yonadem Kana)
- A les parlamentàries de l'Iraq del desembre del 2005 separadament en la Llista Nacional Rafidain, amb 47.263 vots (0,4%) i 1 diputat (Yonadem Kana)
- A les regionals del Kurdistan del 2009 a la llista Nacional Rafidain amb 5.690 vots (0,3%) i 2 escons
- A les parlamentàries de l'Iraq del març del 2010 a la llista Nacional Rafidain, obtenint tres escons. En aquestes va competir amb 5 llistes (i 2 independents) i els altres dos escons (dels cinc reservats als cristians) foren per la llista del Consell Popular Caldeu-Siríac-Assiri (CPCSA) que tenia el suport del Partit Democràtic del Kurdistan (PDK), ja que mentre el MDA volia una autonomia fora del Kurdistan, el CPCSA preferia mantenir-se al Kurdistan.

Opera la televisió Ashur TV, l'emissora de ràdio Ashur Radio, i el diari Bahra. Diversos membres i dirigents del partit han estat assassinats. L'incident més greu, tot i que sense morts, fou l'intent d'assassinat del líder a Bagdad el 6 de maig de 2006.
La llista Nacional Rafidain (o al-Rafidain) és una marca electoral del Moviment Democràtic Assiri (Zowaa), ètnic assiri de l'Iraq, utilitzada fins ara a quatre eleccions: Constituents iraquianes de 2005 (gener), Parlamentàries iraquianes de 2005 (desembre), Parlamentàries regionals del Kurdistan de 2009. Parlamentaris iraquianes del març del 2010. Entre els electors a l'estranger, va guanyar a Austràlia i va quedar segona als Estats Units.

## Bandera
El partit té dues banderes que s'utilitzen de manera indiferent. Per les fotos conegudes sembla que la blanca tindria un caràcter més oficial però als actes del partit s'exhibeixen les dues de manera similar.